# Kanton Castelsarrasin-1
Der Kanton Castelsarrasin-1 war von 1973 bis 2015 ein französischer Wahlkreis im Arrondissement Castelsarrasin, im Département Tarn-et-Garonne und in der Region Midi-Pyrénées. Der Kanton bestand lediglich aus einem Teil der Stadt Castelsarrasin und hatte 6.299 Einwohner (Stand: 1. Januar 2012).